# دانیله کاپلی
دانیله کاپلی (انگلیسی: Daniele Capelli؛ زادهٔ ۲۰ ژوئن ۱۹۸۶) بازیکن فوتبال اهل ایتالیا است.
از باشگاه‌هایی که در آن بازی کرده‌است می‌توان به باشگاه فوتبال رجینا، باشگاه فوتبال اسپتزیا، باشگاه فوتبال پادوا، باشگاه فوتبال چزنا، باشگاه فوتبال آتالانتا، و باشگاه فوتبال اتلتیکو آرتزو اشاره کرد.
وی همچنین در تیم ملی فوتبال زیر ۲۰ سال ایتالیا بازی کرده‌است.